# La sonnambula
La sonnambula (De slaapwandelaarster) is een opera semiseria in twee bedrijven van Vincenzo Bellini op een Italiaans libretto door Felice Romani, naar een ballet-pantomime door Eugène Scribe.
La sonnambula ging in première in het Teatro Carcano in Milaan op 6 maart 1831 en is Bellini's meest pastorale werk. Het kende een onmiddellijk succes en wordt nog geregeld uitgevoerd. De titelrol van Amina is berucht vanwege zijn moeilijkheid. Vele grote sopranen hebben deze rol in de loop der jaren uitgevoerd, onder meer Adelina Patti, Jenny Lind, Maria Malibran, Lina Pagliughi, Lily Pons, Maria Callas, Joan Sutherland, Anna Moffo, Renata Scotto, Edita Gruberová, June Anderson, Luba Orgonasova, Natalie Dessay, Anna Netrebko en Cecilia Bartoli.

## Rolverdeling
| Rol                | Stemtype     | Bezetting bij première, 6 maart 1831 (Dirigent: - ) |
| ------------------ | ------------ | --------------------------------------------------- |
| Graaf Rodolfo      | bas          | Luciano Mariani                                     |
| Amina              | sopraan      | Giuditta Pasta                                      |
| Elvino             | tenor        | Giovanni Battista Rubini                            |
| Lisa               | sopraan      | Elisa Taccani                                       |
| Teresa             | mezzosopraan | Felicita Baillou-Hilaret                            |
| Alessio            | bas          | Lorenzo Biondi                                      |
| Notaris            | tenor        | Antonio Crippa                                      |
| Dorpelingen - Koor |              |                                                     |

## Synopsis

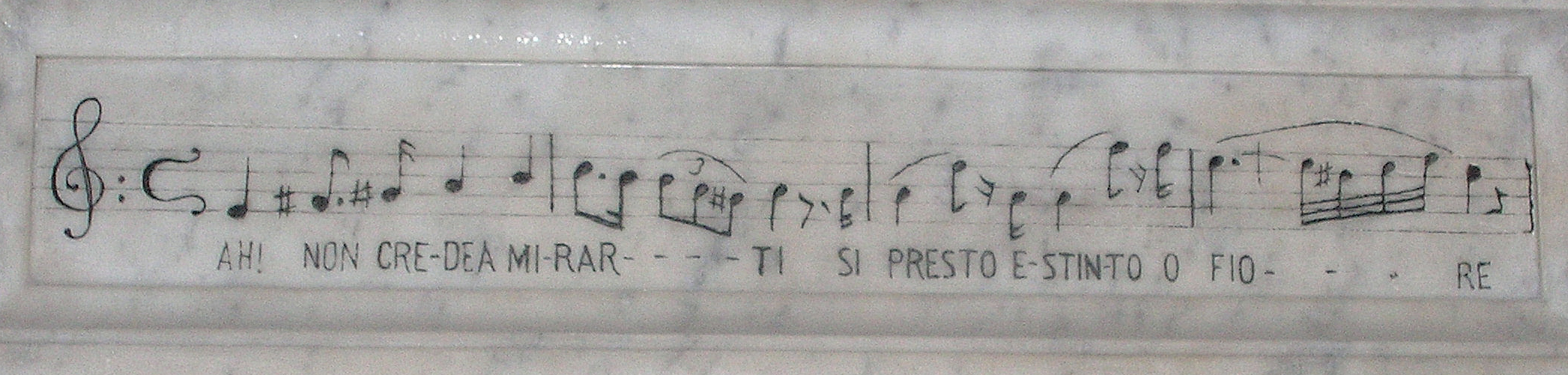
Inscriptie op de grafsteen van Bellini met de beginregel van de aria "Ah! non credea mirarti / Sì presto estinto, o fior" uit La sonnambula

### Eerste bedrijf
Eerste toneel: Een dorp, een molen op de achtergrond
Lisa, de eigenaresse van een herberg, wordt verteerd door jaloezie als de verlovingsstoet van Amina en Elvino, die eens verloofd was met haar, nadert. Ze wijst de verliefde Alessio af. Amina dankt haar vrienden voor hun vriendelijke wensen en in het bijzonder haar pleegmoeder Teresa, eigenaresse van de molen, die haar als wees adopteerde. Ze bedankt Alessio, die het huwelijkslied heeft gecomponeerd en het feest heeft geregeld. Ze wenst hem geluk met het hofmaken van Lisa, die nog altijd zijn avances afwijst. Elvino komt aan, die onderweg was gestopt bij het graf van zijn moeder om haar om een zegen voor Amina te vragen. Hij geeft Amina zijn moeders ring en zij wisselen geloften uit.
Een vreemdeling arriveert die de weg vraagt naar het kasteel. Lisa wijst erop dat het laat wordt en dat hij het niet zal bereiken voor het donker wordt en biedt hem onderdak in haar herberg aan. De nieuwkomer, die de dorpelingen verrast met zijn bekendheid met de plaats, vraagt naar de feestelijkheden en bewondert Amina, die hem herinnert aan een meisje dat hij ooit liefhad. Hij bekent ooit te hebben verbleven in het kasteel, wiens heer vier jaar geleden overleed. Teresa vertelt dat diens zoon enkele jaren daarvoor is verdwenen. De vreemdeling verzekert hen evenwel dat hij in leven is en terug zal keren.
Wanneer de duisternis valt waarschuwen de dorpelingen hem dat het tijd is om naar binnen te gaan om de dorpsgeest te vermijden, maar hij is niet bijgelovig en verzekert hen dat zij weldra zullen zijn bevrijd van de geestverschijning. Elvino is jaloers vanwege de bewondering van de vreemdeling voor Amina. Hij is zelfs jaloers op de briesjes die haar strelen, maar hij belooft haar dat hij zal veranderen.
Tweede toneel: Een kamer in de herberg
Lisa vertelt de vreemdeling dat hij is herkend als Rodolfo, de lang verloren zoon van de graaf, en waarschuwt hem dat het dorp hem een officieel welkom voorbereidt. Intussen zal zij de eerste zijn die hem respect betuigt. Zij is gevleid wanneer hij een flirt met haar begint, maar rent naar buiten en laat een zakdoek vallen, wanneer buiten een geluid klinkt.

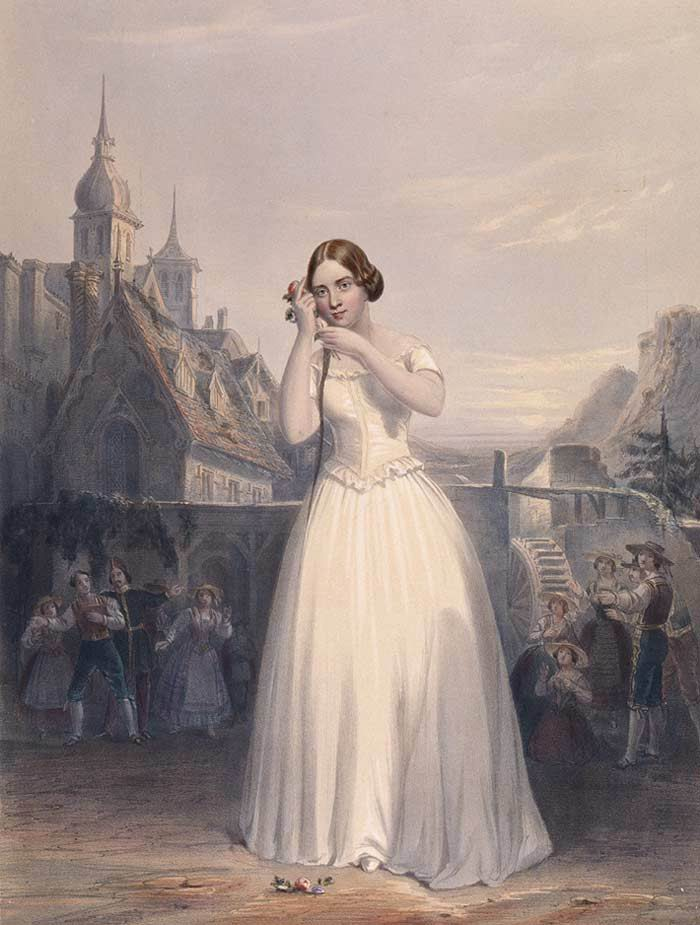
Jenny Lind als Amina in La Sonnambula. Onbekende kunstenaar (?), negentiende eeuw.

Het is Amina, die de kamer slaapwandelend binnenkomt. Rodolfo beseft dat haar nachtelijke omzwervingen de bron zijn voor het verhaal van de dorpsgeest, staat op het punt misbruik te maken van haar hulpeloze toestand, maar is getroffen door haar duidelijke onschuld en houdt zich in. Zij valt in slaap op de sofa en hij gaat naar buiten als de dorpelingen worden gehoord die naar de herberg komen om hun nieuwe heer te verwelkomen. Lisa wijst op de slapende Amina en Elvino wijst haar boos af, in de veronderstelling dat zij hem ontrouw is. Slechts Teresa gelooft in haar onschuld.

### Tweede bedrijf
Eerste toneel: Een woud
Op weg naar de graaf om hem te laten getuigen van Amina's onschuld ontmoeten de dorpelingen Amina en Teresa, op dezelfde missie. Elvino wijst nog steeds Amina af, zelfs wanneer de graaf een boodschap zendt dat zij onschuldig is. Elvino is niet overtuigd en neemt de ring terug, hoewel hij niet in staat is haar beeld uit zijn hart te rukken.
Tweede toneel: Het dorp, als in het eerste bedrijf
Elvino heeft besloten Lisa te huwen. Zij staan op het punt naar de kerk te gaan wanneer Rodolfo tracht uit te leggen dat Amina onschuldig is aangezien zij niet wakend in zijn kamer is gekomen – zij is een somnambuliste, een slaapwandelaarster –, maar Elvino weigert hem te geloven.
Teresa smeekt de dorpelingen stil te zijn, aangezien Amina eindelijk uitgeput in slaap is gevallen. Wanneer zij hoort van het aanstaande huwelijk spreekt zij Lisa aan, die zegt dat zij nooit alleen is aangetroffen in de kamer van een man. Teresa laat de zakdoek zien die Lisa had laten vallen. De graaf weigert commentaar te geven, maar blijft Amina's onschuld betuigen. Elvino vraagt om bewijs, dat op dramatische wijze wordt geleverd wanneer Amina wordt gezien terwijl zij slaapwandelt over de gevaarlijke want hoge en wankele molenbrug. Rodolfo waarschuwt dat haar wekken haar fataal zou worden, en allen zien haar als zij haar verloving en haar verdriet vanwege Elvino's afwijzing opnieuw beleeft. Wanneer zij de andere zijde veilig bereikt, roept Elvino haar en zij wordt wakker in zijn armen, tot vreugde van allen.

## Discografie
| Jaar | Rolverdeling                                                                                    | Dirigent, operagezelschap en orkest                               | Label                                                          |
| ---- | ----------------------------------------------------------------------------------------------- | ----------------------------------------------------------------- | -------------------------------------------------------------- |
| 1952 | Lina Pagliughi, Ferruccio Tagliavini, Cesare Siepi, Wena Ruggeri, Anna Maria Anelli             | Franco Capuana, koor en orkest van de RAI Torino                  | Cetra                                                          |
| 1957 | Maria Callas, Nicola Monti, Nicola Zaccaria, Eugenia Ratti, Fiorenza Cossotto                   | Antonino Votto, koor en orkest van het Teatro alla Scala          | EMI                                                            |
| 1962 | Joan Sutherland, Nicola Monti, Ferneno Corena, Sylvia Stahlman, Margreta Elkins                 | Richard Bonynge, koor en orkest van de Maggio Musicale Fiorentino | Decca                                                          |
| 1992 | Luba Orgonasova, Raúl Gímenez, Francesco Ellero d'Artegna, Alexandra Papadjiakou                | Alberto Zedda, Nederlands Omroepkoor, Nederlands Radiokamerorkest | live-opname (Concertgebouw, Amsterdam, 12 november 1992) Naxos |
| 2007 | Natalie Dessay, Francesco Meli, Carlo Colombara, Sara Mingardo, Jael Azzaretti                  | Evelino Pido, koor en orkest van l'Opera de Lyon                  | Virgin                                                         |
| 2008 | Cecilia Bartoli, Juan Diego Flórez, Ildebreno D'Arcangelo, Gemma Bertagnolli, Liliana Nikiteanu | Alessandro De Maarti, orkest van La Scintilla                     | Decca                                                          |

## Bekende aria's
- Come per me sereno (Amina)
- Prendi, l'anel ti dono (Elvino)
- Vi ravviso, o luoghi ameni (Rodolfo)
- Ah! non credea mirarti (Amina)

## Uitvoeringen
- Festspielhaus, Baden-Baden, 10 april 2008; een concertante uitvoering met Cecilia Bartoli als Amina en Celso Albelo als Elvino.[1]

- Opéra Royal de Wallonie (Luik), januari 2023, nieuwe productie met Jessica Pratt in de rol van Amina, en René Barbera in de rol van Elvino.[2]

```

```

Adelson e Salvini (1825) · Bianca e Fernando (1826) · Il pirata (1827) · La straniera (1829) · Zaira (1829) · I Capuleti e i Montecchi (1830) · La sonnambula (1831) · Norma (1831) · Beatrice di Tenda (1833) · I puritani (1835)